# Boros Anita
Boros Anita (Fehérgyarmat, 1980. június 15.) jogász, a győri Széchenyi István Egyetem egyetemi tanára, a Közigazgatási Eljárási Jogi Egyesület elnöke, a Greenology Zöldinnovációs Fenntarthatósági Tudásközpont vezetője.
2001-ben végzett a Budapesti Közgazdaságtudományi és Államigazgatási Egyetemen igazgatásszervezőként, majd 2005-ben az Eötvös Loránd Tudományegyetemen jogász diplomát szerzett. 2009-ben jogi szakvizsgát tett, ezzel egyidejűleg a Károli Gáspár Református Egyetem Doktori Iskolájában az Állam és Jogtudományok Doktoraként PhD tudományos fokozatot szerzett. 2010 óta az Andrássy Gyula Német Nyelvű Egyetem Összehasonlító Állam- és Jogtudományi Szakjogász (LL.M.) titulusát is birtokolja, 2016-ban habilitált, 2021-ben egyetemi tanárrá nevezték ki.
Angol nyelvből középfokú, német nyelvből szakmai felsőfokú nyelvvizsgával rendelkezik.
Jelenleg a győri Széchenyi István Egyetem egyetemi tanára, valamint a Greenology Zöldinnovációs Fenntarthatósági Tudásközpont vezetője. Több mint 160 db, főként önálló mű szerzője, számos önállóan jegyzett tárgy oktatója, doktorandusz hallgatók témavezetője.
Több kitüntetés birtokosa (köztársasági ösztöndíj, Pro Regio díj, miniszteri elismerés), hazai és nemzetközi tudományos konferenciák rendszeres előadója, valamint szervezője.
2010 óta több jelentős tisztsége van, így a Magyar Tudományos Akadémia köztestületi tagja (2010), a Pro Bono Publico – a Kodifikáció és Közigazgatás szerkesztőbizottsági tagja (2012–2018), a Közbeszerzési Szemle szerkesztőbizottságának elnöke, a Közbeszerzési Értesítő Plusz szerkesztőbizottsági tagja (2019), a Bírósági Szemle szerkesztőségének a tagja (2019), a Közigazgatási Eljárási Jogi Közlemények szerkesztőbizottságának az elnöke (2020), továbbá a Közbeszerzési Hatóság Tanácsának tagja, közigazgatási alap- és szakvizsgabizottsági elnök és tag, habilitációs bizottságok tagja, a Közigazgatási Eljárási Jogi Egyesület elnöke, a Magyar Jogász Egylet tagja.
Kutatási területe a hazai és európai közigazgatási (hatósági) eljárásjog, az egyes közszolgáltatások, a közbeszerzések és az állami beruházások fejlesztésének, valamint az állami vállalatok megfelelőségének és fenntarthatóságának egyes kérdései.
2019 és 2021 között az Innovációs és Technológiai Minisztérium építésgazdaságért, infrastrukturális környezetért és fenntarthatóságért felelős államtitkára.